# ファウンド
ファウンド（Found, 2012年3月13日 - ） は、鹿毛の競走馬である。主な勝ち鞍は2014年マルセルブサック賞、2015年ブリーダーズカップ・ターフ、2016年凱旋門賞である。

## 経歴

### 2歳時（2014年）
2014年にカラ競馬場の未勝利戦でデビューし、人気薄ながら勝利した。2戦目のモイグレアスタッドステークス(G1)は3着に敗れたが、次走のマルセルブサック賞(G1)ではライアン・ムーア騎手が騎乗して勝利、G1競走初制覇となった。

### 3歳時（2015年）
3歳初戦は英1000ギニー(G1)を予定していたが、怪我のため出走を取り消してアサシステークス(G3)に出走したが、2着に敗れた。次走の愛1000ギニー(G1)も2着に敗れたファウンドは、英オークス(G1)及び英ダービー(G1)を回避してコロネーションステークス(G1)に出走したが、再び2着となった。
次走のロイヤルウィップステークス(G3)を勝利し、ファウンドはアイリッシュチャンピオンステークス(G1)に挑んだが、ゴールデンホーンに1馬身差及ばず2着に敗れた。続く凱旋門賞(G1)では勝ち馬ゴールデンホーンに更に突き放されて9着となった。
凱旋門賞後、チャンピオンステークス(G1)でファシネイティングロック(Fascinating Rock)の2着となったファウンドは、ブリーダーズカップ・ターフ(G1)に出走した。レースでは先行集団を見る形で追走し、最終コーナーで仕掛けると、直線ではゴールデンホーンを差し切ってG1競走2勝目となった。レース後、鞍上のR.ムーア騎手は「彼女はとても良い牝馬だ。勝つに相応しい馬だし、今日は勝ててうれしい」と述べた。

### 4歳時（2016年）
4歳初戦のリステッドレースは3着に敗れたが、次走のムーアズブリッジステークス(G3)を勝利した。これ以降のファウンドは、タタソールズゴールドカップ(G1)ではファシネイティングロック(Fascinating Rock)から3馬身3/4差、コロネーションカップ(G1)ではポストポンドから4馬身半差、プリンスオブウェールズステークス(G1)ではマイドリームボート(My Dream Boat)からクビ差、ヨークシャーオークス(G1)ではセヴンスヘヴン(Seventh Heaven)から2馬身3/4差、アイリッシュチャンピオンステークス(G1)ではアルマンゾルから3/4馬身差でそれぞれ2着に敗れている。
5戦連続で2着が続いたファウンドの次走は凱旋門賞(G1)であった。レースでは中団の内側を追走し、直線に入ると同じエイダン・オブライエン厩舎の2頭である2着ハイランドリールと3着オーダーオブセントジョージ(Order of St George)の追撃を退けて勝利した。A.オブライエン調教師はレース後、「私たちはずっとこのレースを目標にしてきた。ライアンは彼女が2歳の時から凱旋門賞を勝てると言っていたが、彼は正しかった」とコメントした。
2週間後、チャンピオンステークス(G1)に出走するも、直線はアルマンゾルとの差が詰まらず2着に敗れた。ラストランはブリーダーズカップ・クラシック(G1)を予定していたが、数日前にブリーダーズカップ・ターフ(G1)への出走へと変更した。2番人気で出走したが、逃げたハイランドリールと先に抜け出したフリントシャー(Flintshire)を交わせず、勝ったハイランドリールから4馬身差の3着で競走生活を終えた。
この年の活躍を受けて、カルティエ賞最優秀古馬に選出されている。

## 繁殖入り後
2018年5月にウォーフロントとの間に第一子にあたる牡馬が誕生。バトルグラウンドと名付けられた本馬は2020年6月にデビュー。5着に終わったが連闘で挑んだロイヤルアスコットのリステッド戦チェシャムステークスを1番人気で制し、初勝利を異国の地で飾った。

## 競走成績
| 出走日         | 競馬場         | 競走名                  | 格 | 距離    | 着順 | 騎手           | 着差      | 1着（2着）馬       |
| -------------- | -------------- | ----------------------- | -- | ------- | ---- | -------------- | --------- | ------------------ |
| 2014年08月23日 | カラ           | 未勝利                  |    | 芝8f    | 1着  | J.ヘファーナン | 3/4馬身   | (Together Forever) |
| 2014年09月14日 | カラ           | モイグレアスタッドS     | G1 | 芝7f    | 3着  | J.オブライエン | 3/4馬身   | Cursory Glance     |
| 2014年10月05日 | ロンシャン     | マルセルブサック賞      | G1 | 芝8f    | 1着  | R.ムーア       | 2 1/2馬身 | (Ervedya)          |
| 2015年05月04日 | カラ           | アサシS                 | G3 | 芝7f    | 2着  | R.ムーア       | 2馬身     | Iveagh Gardens     |
| 2015年05月24日 | カラ           | 愛1000ギニー            | G1 | 芝8f    | 2着  | R.ムーア       | 1/2馬身   | Pleascach          |
| 2015年06月19日 | アスコット     | コロネーションS         | G1 | 芝8f    | 2着  | R.ムーア       | クビ      | Ervedya            |
| 2015年08月23日 | カラ           | ロイヤルウィップS       | G3 | 芝10f   | 1着  | J.ヘファーナン | 4馬身     | (Answered)         |
| 2015年09月12日 | レパーズタウン | 愛チャンピオンS         | G1 | 芝10f   | 2着  | J.ヘファーナン | 1馬身     | Golden Horn        |
| 2015年10月04日 | ロンシャン     | 凱旋門賞                | G1 | 芝12f   | 9着  | R.ムーア       | 5馬身     | Golden Horn        |
| 2015年10月17日 | アスコット     | チャンピオンS           | G1 | 芝10f   | 2着  | R.ムーア       | 1 1/4馬身 | Fascinating Rock   |
| 2015年10月31日 | キーンランド   | BCターフ                | G1 | 芝12f   | 1着  | R.ムーア       | 1/2馬身   | (Golden Horn)      |
| 2016年04月03日 | カラ           | アレッジドS             | L  | 芝10f   | 3着  | R.ムーア       | 7 3/4馬身 | Zhukova            |
| 2016年05月02日 | カラ           | ムーアズブリッジS       | G3 | 芝10f   | 1着  | R.ムーア       | 1 1/4馬身 | (Success Days)     |
| 2016年05月22日 | カラ           | タタソールズゴールドC   | G1 | 芝10.5f | 2着  | R.ムーア       | 3 3/4馬身 | Fascinating Rock   |
| 2016年06月04日 | エプソム       | コロネーションC         | G1 | 芝12f   | 2着  | R.ムーア       | 4 1/2馬身 | Postponed          |
| 2016年06月15日 | アスコット     | プリンスオブウェールズS | G1 | 芝10f   | 2着  | R.ムーア       | クビ      | My Dream Boat      |
| 2016年08月18日 | ヨーク         | ヨークシャーオークス    | G1 | 芝12f   | 2着  | J.ヘファーナン | 2 3/4馬身 | Seventh Heaven     |
| 2016年09月10日 | レパーズタウン | 愛チャンピオンS         | G1 | 芝10f   | 2着  | L.デットーリ   | 3/4馬身   | Almanzor           |
| 2016年10月02日 | シャンティイ   | 凱旋門賞                | G1 | 芝12f   | 1着  | R.ムーア       | 1 3/4馬身 | (Highland Reel)    |
| 2016年10月15日 | アスコット     | 英チャンピオンS         | G1 | 芝10f   | 2着  | R.ムーア       | 2馬身     | Almanzor           |
| 2016年11月05日 | サンタアニタ   | BCターフ                | G1 | 芝12f   | 3着  | R.ムーア       | 4馬身     | Highland Reel      |

## 血統表
| ファウンドの血統(サドラーズウェルズ系 Northern Dancer3×4=18.75%) | ファウンドの血統(サドラーズウェルズ系 Northern Dancer3×4=18.75%) | ファウンドの血統(サドラーズウェルズ系 Northern Dancer3×4=18.75%) | （血統表の出典）   | （血統表の出典）  |
| 父 Galileo 1998 鹿毛                                             | 父の父Sadler's Wells 1981 鹿毛                                   | Northern Dancer 1961                                             | Nearctic           | Nearctic          |
| 父 Galileo 1998 鹿毛                                             | 父の父Sadler's Wells 1981 鹿毛                                   | Northern Dancer 1961                                             | Natalma            |                   |
| 父 Galileo 1998 鹿毛                                             | 父の父Sadler's Wells 1981 鹿毛                                   | Fairy Bridge 1975                                                | Bold Reason        | Bold Reason       |
| 父 Galileo 1998 鹿毛                                             | 父の父Sadler's Wells 1981 鹿毛                                   | Fairy Bridge 1975                                                | Special            |                   |
| 父 Galileo 1998 鹿毛                                             | 父の母Urban Sea 1989 栗毛                                        | Miswaki 1978                                                     | Mr Prospector      | Mr Prospector     |
| 父 Galileo 1998 鹿毛                                             | 父の母Urban Sea 1989 栗毛                                        | Miswaki 1978                                                     | Hopespringseternal |                   |
| 父 Galileo 1998 鹿毛                                             | 父の母Urban Sea 1989 栗毛                                        | Allegretta 1978                                                  | Lombard            | Lombard           |
| 父 Galileo 1998 鹿毛                                             | 父の母Urban Sea 1989 栗毛                                        | Allegretta 1978                                                  | Anatevka           |                   |
| 母 Red Evie 2003 鹿毛                                            | 母の父Intikhab 1994 鹿毛                                         | Red Ransom 1987                                                  | Roberto            | Roberto           |
| 母 Red Evie 2003 鹿毛                                            | 母の父Intikhab 1994 鹿毛                                         | Red Ransom 1987                                                  | Arabia             |                   |
| 母 Red Evie 2003 鹿毛                                            | 母の父Intikhab 1994 鹿毛                                         | Crafty Example 1987                                              | Crafty Prospector  | Crafty Prospector |
| 母 Red Evie 2003 鹿毛                                            | 母の父Intikhab 1994 鹿毛                                         | Crafty Example 1987                                              | Zienelle           |                   |
| 母 Red Evie 2003 鹿毛                                            | 母の母Malafemmena 1992 鹿毛                                      | Nordico 1985                                                     | Northern Dancer    | Northern Dancer   |
| 母 Red Evie 2003 鹿毛                                            | 母の母Malafemmena 1992 鹿毛                                      | Nordico 1985                                                     | Kennelot           |                   |
| 母 Red Evie 2003 鹿毛                                            | 母の母Malafemmena 1992 鹿毛                                      | Martinova 1979                                                   | Martinmas          | Martinmas         |
| 母 Red Evie 2003 鹿毛                                            | 母の母Malafemmena 1992 鹿毛                                      | Martinova 1979                                                   | Pavlova F-No.1-m   |                   |

- 本馬の全妹にあたるBest In The Worldの産駒(父ディープインパクト、本馬の姪)にエプソムオークス、アイリッシュオークス、ヨークシャーオークスを制したスノーフォールがいる[4]。